# Sibyl Moholy-Nagy
 (octobre 2021).
La mise en forme du texte ne suit pas les recommandations de Wikipédia : il faut le « wikifier ».
Les points d'amélioration suivants sont les cas les plus fréquents :
- Les titres sont pré-formatés par le logiciel. Ils ne sont ni en capitales, ni en gras.
- Le texte ne doit pas être écrit en capitales (les noms de famille non plus), ni en gras, ni en italique, ni en « petit »…
- Le gras n'est utilisé que pour surligner le titre de l'article dans l'introduction, une seule fois.
- L'italique est rarement utilisé : mots en langue étrangère, titres d'œuvres, noms de bateaux, etc.
- Les citations ne sont pas en italique mais en corps de texte normal. Elles sont entourées par des guillemets français : « et ».
- Les listes à puces sont à éviter, des paragraphes rédigés étant largement préférés. Les tableaux sont à réserver à la présentation de données structurées (résultats, etc.).
- Les appels de note de bas de page (petits chiffres en exposant, introduits par l'outil «  Source ») sont à placer entre la fin de phrase et le point final[comme ça].
- Les liens internes (vers d'autres articles de Wikipédia) sont à choisir avec parcimonie. Créez des liens vers des articles approfondissant le sujet. Les termes génériques sans rapport avec le sujet sont à éviter, ainsi que les répétitions de liens vers un même terme.
- Les liens externes sont à placer uniquement dans une section « Liens externes », à la fin de l'article. Ces liens sont à choisir avec parcimonie suivant les règles définies. Si un lien sert de source à l'article, son insertion dans le texte est à faire par les notes de bas de page.
- La présentation des références doit suivre les conventions bibliographiques. Il est recommandé d'utiliser les modèles {{Ouvrage}}, {{Chapitre}}, {{Article}}, {{Lien web}} et/ou {{Bibliographie}}. Le mode d'édition visuel peut mettre en forme automatiquement les références.
- Insérer une infobox (cadre d'informations à droite) n'est pas obligatoire pour parachever la mise en page.

Pour une aide détaillée, merci de consulter Aide:Wikification.
Si vous pensez que ces points ont été résolus, vous pouvez retirer ce bandeau et améliorer la mise en forme d'un autre article.
Pour les articles homonymes, voir Moholy-Nagy.
Sibyl Moholy-Nagy, née Dorothea Maria Pauline Alice Sibylle Pietzsch, également Sibyl Peach, le 29 octobre 1903 à Loschwitz et morte le 8 janvier 1971 à New York, est une dramaturge, actrice, historienne de l'architecture et de l'art et conférencière universitaire germano-américaine.

## Biographie

### Enfance
Sibyl Pietzsch était la plus jeune fille de Martin Pietzsch, architecte de Dresde qui travaillait pour le Deutscher Werkbund, et de l'enseignante Fanny Pietzsch (1866-1945), née Clauß. Sa mère est issue d'une riche famille de fabricants de textiles et de commerçants de Chemnitz. Elle a bénéficié d'une solide éducation scolaire et parlait couramment l'anglais et le français. Son père a étudié l'architecture à Dresde et a connu un grand succès en tant qu'architecte indépendant. Après un long voyage d'étude en Italie, il a conçu de nombreux bâtiments résidentiels, des restaurants et s'est spécialisé dans les salles de cinéma. Son style est plus influencé par celui de Paul Schultze-Naumburg que par le modernisme.
Sibyl Pietzsch avait un frère : Claus (1902-1942), et deux sœurs : Eva (1899-1981) et Hertha (1898-1980). Son oncle était le peintre impressionniste Richard Pietzsch. Son neveu, le fils de sa sœur aînée Hertha, était le musicologue et musicien Wolfram Steude.

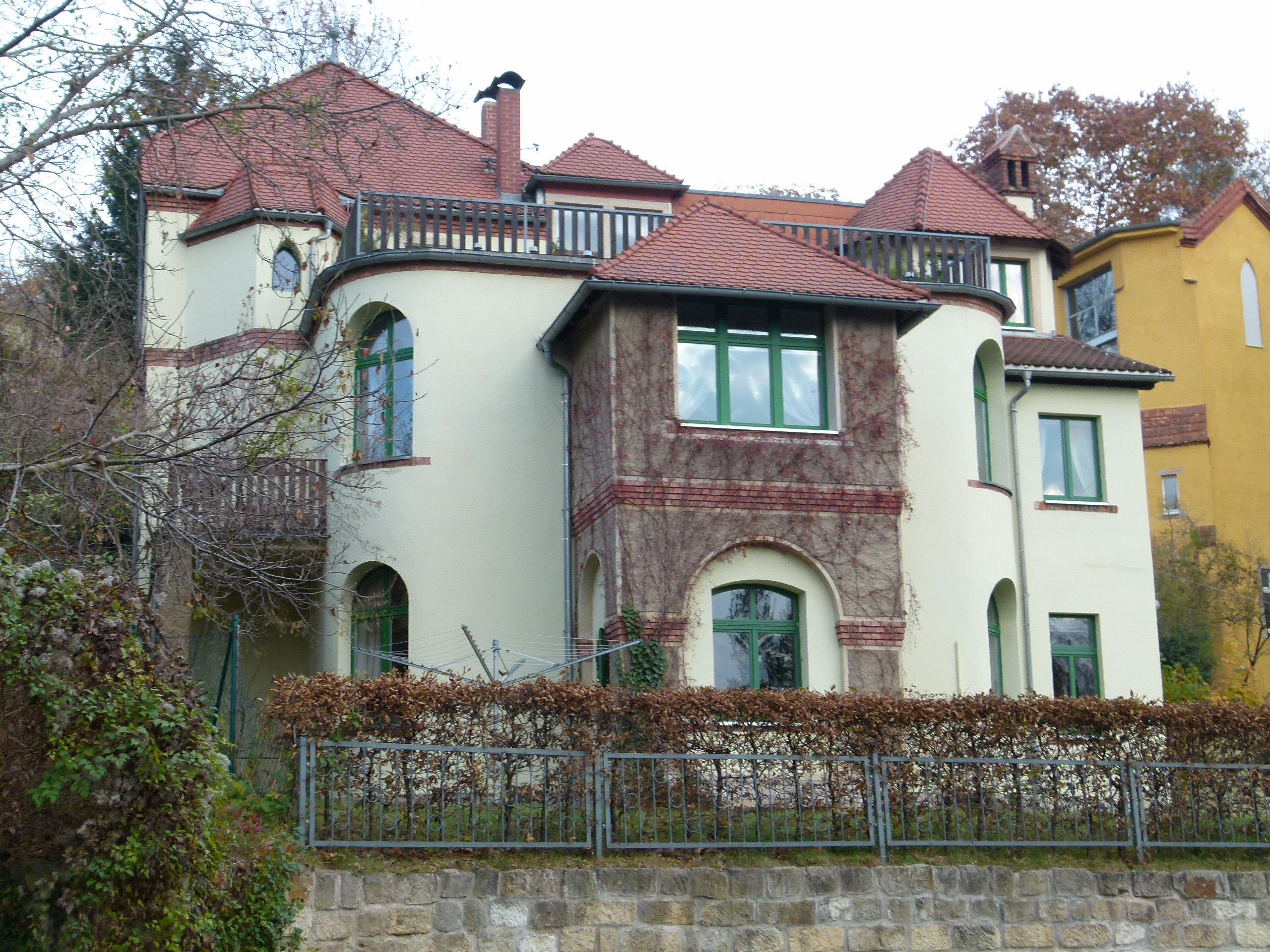
La maison parentale de Sibyl : la petite maison des artistes.

Sibyl Pietzsch a grandi dans la « petite maison des artistes », située au 57 de la Pillnitzer Landstraße, que son père a fait construire en 1899 selon ses propres plans. Il s'agissait d'une version plus petite de la maison d'artistes voisine de Dresde-Loschwitz, qui avait été conçue un peu plus tôt par Martin Pietzsch. Comme il n'était pas rare à l'époque pour les enfants de la classe moyenne, les enfants de Pietzsch appartenaient au Wandervogel, un mouvement de jeunesse qui défendait non seulement l'amour de la nature et de la liberté, mais aussi la responsabilité personnelle et la fierté nationale. Parfois, à ces attributs s'ajoutait une appréciation des racines germaniques de l'Allemagne. Sibyl Pietzsch a rejoint le mouvement à l'âge de 15 ans, mais l'a quitté un an plus tard. Elle est décrite comme une fille intelligente, mais aussi rebelle, peu encline à se conformer. Son journal intime montre qu'elle n'avait pas d'ami proche et que sa mère la trouvait « difficile ». Ses bons résultats scolaires sont parfois contrebalancés par une anxiété intense, qui la conduit à l'épuisement physique et presque à la dépression avant son baccalauréat en 1920. La seule personne avec laquelle elle a noué des liens étroits est le pasteur Carl Mensing, ministre de l'église luthérienne de Dresde, avec qui elle est restée en contact même après ses études.
Elle a été fortement touchée par la Première Guerre mondiale.
À l'âge de 17 ans elle termine avec succès le lycée. Bien que ses notes soient au moins aussi bonnes que celles de son frère Claus, elle ne doit pas aller à l'université selon les vœux de son père. Elle devait se consacrer à la famille Clauß. Son désir d'être créative et d'apporter une contribution en tant que poète ou écrivain est documenté par son journal intime. Face à l'opposition de son père, elle s'efforce de suivre un apprentissage de libraire et de trouver ainsi une voie au moins rudimentaire vers la littérature. Ses sœurs aînées se sont également vu interdire une éducation académique ; leur condition mentale et physique est restée précaire. Pendant ses années d'apprentissage à Dresde, Halle et Leipzig, elle a souffert de plusieurs « pannes » et a passé plusieurs mois dans des sanatoriums. En 1923, elle interrompt finalement sa formation de libraire et commence à travailler comme secrétaire. Après avoir passé quelques mois à l'Institut de recherche en morphologie culturelle de Munich, elle est entrée dans une maison d'édition de Leipzig. Elle a reçu de très bonnes références professionnelles, qui soulignent son engagement supérieur à la moyenne et sa formation littéraire.

### Carrière au théâtre et au cinéma
Néanmoins, aucune de ces activités ne la satisfaisant, elle retourne chez ses parents à Dresde en 1924 et prend des cours de théâtre avec Lily Kann (de), puis avec Erich Ponto. À partir de 1923, elle étudie également la philologie aux universités de Leipzig (1925) et de Gießen (1929). Après un premier engagement à Sagan, en Silésie, elle quitte la province pour Berlin où elle travaille comme actrice et scénariste sous le nom de scène de Sibyl Peach. Elle y auditionne pour divers rôles et entretient des relations avec plusieurs hommes qui, espère-t-elle, soutiendront sa carrière. Entre 1926 et 1929, elle apparaît dans un certain nombre de pièces de théâtre et de films, dont Girl's Fate de Richard Löwenbein en 1928. Malgré des réactions positives lors des critiques, aucun succès durable ne s'est matérialisé.
Ce contexte explique qu'elle ait accepté la demande en mariage de Carl Dreyfuss (1898-1969), un industriel et intellectuel de Francfort-sur-le-Main qu'elle avait rencontré à Berlin. Dreyfuss est issu d'une riche famille juive et dirige l'entreprise familiale héritée. Il était un ami proche de Theodor Adorno et a également écrit avec lui des textes surréalistes qui ont été publiés dans le Frankfurter Zeitung. Lors du mariage de Carl Dreyfuss et Sibyl Pietzsch à Francfort le 30 septembre 1929, Adorno est l'un des témoins. Sibyl Pietzsch accepte un rôle occasionnel dans les théâtres de Francfort et obtient bientôt un bref engagement au Neues Theater Frankfurt. Après avoir travaillé comme éditrice à la maison d'édition Rütten & Loening, elle a commencé à travailler comme assistante dramaturge au Staatstheater Darmstadt au début de 1931. Après une première période de satisfaction, elle s'est toutefois rendu compte que même cette situation professionnelle ne pouvait pas durer. Des problèmes sont également apparus dans sa vie privée. Dreyfuss a connu des difficultés économiques en raison de la crise économique mondiale et a même dû vendre sa maison. Dreyfuss était également connu pour être un bon vivant et un coureur de jupons. Après l'échec de son premier mariage, il eut plusieurs aventures amoureuses, notamment avec l'actrice Marianne Hoppe. Lorsque Dreyfuss rencontre Hoppe au cours de l'été 1930, il est encore marié à Sibyl Pietzsch. Il n'est pas certain que Sibyl Pietzsch ait été au courant de cette liaison, mais elle connaissait Marianne Hoppe, car elle était fréquemment invitée chez Dreyfuss jusqu'à la fin de 1930. À partir de juillet 1931, le couple vit séparément, mais reste en contact. Sibyl Pietzsch est retournée à Berlin où elle a trouvé un emploi d'assistante de production au syndicat de l'image sonore Tobis pendant la période de transition entre le cinéma muet et le cinéma sonore. Son travail consistait à développer des scripts. C'est à ce poste qu'elle a rencontré László Moholy-Nagy.

### Arrivée aux Etats-Unis
Après l'avoir rencontré en 1931, elle épouse László Moholy-Nagy à Londres en 1932, en secondes noces. En raison des mesures répressives et de l'interdiction de travailler imposées par les nationaux-socialistes en Allemagne, son mari travaille à Amsterdam à partir de 1934, tandis qu'elle reste à Berlin avec leur fille Hattula, née en 1933. La famille s'installe à Londres en 1935, où sa deuxième fille Claudia (1936-1971) naît un an plus tard. En Angleterre, elle écrit son premier livre, The Imperfect Woman, une analyse féministe des femmes dans la société. Le manuscrit en langue allemande n'a jamais été publié.
En 1937, la famille émigre à Chicago, aux États-Unis, où Moholy-Nagy fonde la même année la New Bauhaus School of Architecture, qui fait partie de l'Illinois Institute of Technology depuis 1949 et est aujourd'hui connue sous le nom d'IIT Institute of Design. Elle a soutenu ses activités à l'institut, par exemple en organisant les cours d'été et en enseignant elle-même à l'occasion. Elle a édité le livre de son mari, Vision in Motion, qui a été publié après sa mort en 1947. En même temps, elle assumait les tâches traditionnelles de femme au foyer et de mère. Elle a abordé ce double fardeau dans ses journaux intimes, qui ont relégué ses propres rêves et idées au second plan. Tout ce travail minutieux n'a pas été vraiment apprécié. Ses ambitions ont également été entravées, au début de son émigration, par le fait que sa connaissance de l'anglais était insuffisante. Pendant les premières années, elle pouvait bien communiquer, mais sa langue n'était pas encore polie.

### Historienne de l'architecture et de l'art
Après le décès de son mari en novembre 1946 des suites d'une leucémie, elle doit subvenir aux besoins de sa famille et décide de poursuivre une carrière d'historienne de l'architecture. Elle s'est distinguée par un grand nombre d'articles et de livres publiés. Elle a bénéficié non seulement de l'expérience et des connaissances de son père, mais aussi de ses contacts avec  Walter Gropius et Sigfried Giedion, qu'elle avait tous deux rencontrés personnellement par l'intermédiaire de son mari.
En 1947, elle obtient ensuite un poste de conférencière à l'Institute of Design de Chicago. Cette expérience a été suivie d'un poste d'enseignant d'un an à l'université Bradley de Peoria. En 1949, elle s'installe en Californie, où elle enseigne à la Rudolph Schaeffer School of Design de San Francisco et à l'université de Californie à Berkeley. En 1951, avec la publication de la biographie de son défunt mari Moholy-Nagy, elle entame une carrière de professeur d'histoire de l'architecture au Pratt Institute de New York, où elle occupe la chaire d'histoire de l'architecture et des matériaux de construction.

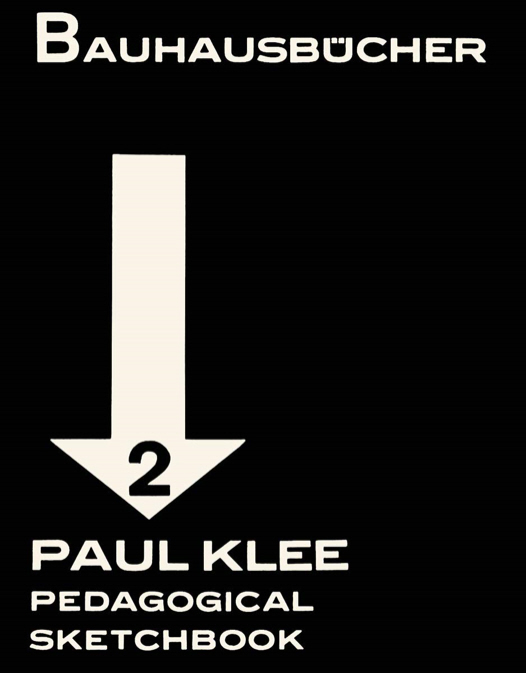
Préface et traduction en anglais (1953).

En 1953, Sibyl Moholy-Nagy a traduit le deuxième livre de Paul Klee de la série Pädagogisches Skizzenbuch du Bauhaus, qui comprenait 14 livres. Klee a été professeur au Bauhaus de 1921 à 1931. Son mari a conçu la mise en page de la couverture et la typographie du livre, qui a été publié à l'origine en 1925. Sibyl Moholy-Nagy a également rédigé l'introduction de l'édition anglaise sous le titre Pedagogical Sketchbook.
En plus de ses activités d'enseignement, Sibyl Moholy-Nagy a poursuivi des études sur le terrain où elle a enquêté, entre autres, sur les traces des immigrants en Amérique du Nord et sur leurs méthodes de construction importées de leur pays d'origine et leur développement ultérieur aux États-Unis. Pour son travail sur l'architecture traditionnelle, elle a reçu la bourse Arnold Brunner de l'Architectural League of New York en 1953. Ses études de terrain ont donné lieu à son ouvrage Native Genius in Anonymous Architecture, qu'elle a publié en 1955 et qu'elle a dédié à Frank Lloyd Wright, un architecte qu'elle admirait. Elle le considérait même comme l'architecte le plus remarquable et le meilleur du pays, qui avait compris comment amener le régionalisme à un nouveau niveau architectural — loin de tout sentimentalisme tel que celui pratiqué par Charles Voysey ou Charles Follen McKim. Par contraste, elle décrivait les constructions en acier et en béton de Gropius et de Mies van der Rohe comme des corps étrangers. Dans ses œuvres, elle met en lumière l'irréalité de la vie urbaine et le rôle qu'y jouent l'architecture moderne et les excès du mouvement Bauhaus.
Elle est devenue professeure émérite en 1969. Depuis lors et jusqu'à sa mort, elle a été professeure invitée à l'université Columbia de New York. Elle est morte dans un hôpital de New York le 8 janvier 1971 à l'âge de 67 ans.

## Succession
Le centre de recherche des Archives of American Art de la Smithsonian Institution possède une collection d'environ 1 500 objets sur dix rouleaux de microformes — les « papiers de Sibyl et Laszlo Moholy-Nagy ». Elles comprennent de la correspondance, des journaux intimes, des notes, des photographies et d'autres ouvrages imprimés. Le fonds d'archives couvre la période allant de 1918, début de l'activité picturale de László Moholy-Nagy, à 1971, date de la mort de Sibyl Moholy-Nagy. L'origine de la collection repose sur un legs effectué en 1971 par la fille Hattula Moholy-Nagy. Les objets et documents originaux ont été rendus à la fille après le tournage.
Le Museum of Modern Art de New York conserve la correspondance archivée entre Sibyl Moholy-Nagy et le critique d'architecture Philip Johnson.

## Réception
Sibyl Moholy-Nagy est considérée comme une critique architecturale importante en raison de la réévaluation de l'architecture moderne qu'elle a initiée après la Seconde Guerre mondiale. Grâce à ses nombreuses publications spécialisées et donc à sa présence prononcée, elle a joué un rôle clé dans la scène architecturale de l'après-guerre aux États-Unis. Cette appréciation remonte à Reyner Banham, qui, après sa mort, a placé Sibyl Moholy-Nagy au même niveau que Jane Jacobs et Ada Louise Huxtable. Ce qui la caractérisait, c'était son style d'écriture argumenté et sa capacité à faire mouche. Là où les autres louaient, elle jugeait, et elle n'hésitait pas à prendre les plus grandes stars de l'ère moderne comme cible de ses critiques. Pendant sa période d'activité, mais aussi après sa mort, on a donc essayé de la marginaliser encore et encore.
Mme Heynen a plaidé en faveur d'une nouvelle façon de considérer Sibyl Moholy-Nagy, dont elle perçoit les influences dans la pratique architecturale actuelle. Sibyl Moholy-Nagy a été l'une des premières à aborder de manière critique l'architecture moderne d'Amérique du Sud. À l'époque déjà, elle proposait une approche de l'architecture respectueuse de l'environnement qui est considérée comme prémonitoire, même selon les normes actuelles. Elle est, selon elle, un exemple de critique influente qui est probablement beaucoup moins reconnue que son travail le mérite.
Elle s'est également livrée à des échanges controversés avec les musées d'art de Harvard. Walter Gropius convainc Sibyl Moholy-Nagy de léguer au Fogg Art Museum le Modulateur lumière-espace, une sculpture cinétique révolutionnaire créée par son mari. Elle était constamment préoccupée par le fait que le conservateur du musée essayait de préserver la sculpture en faisant une réplique fonctionnelle pour éviter d'endommager l'original. Les dossiers relatifs à la sculpture, actuellement exposée au musée Busch-Reisinger, regorgent d'échanges subtils mais moqueurs entre le directeur du musée et Sibyl Moholy-Nagy.

## Prix
- 1953 : Arnold W. Brunner Grant, The Architectural League, New York City
- 1967 : Bourse Guggenheim, Guggenheim Foundation[17]
- 1970 : Critic of the Year de l'American Institute of Architects[18]

## Publications
- The Imperfect Woman, Londres, 1935,
- Children’s Children, Bittner, New York 1945,
- Moholy-Nagy: Experiment in Totality, New York, 1950,
- Native Genius in Anonymous Architecture, New York, 1957,
- Carlos Raul Villanueva and the Architecture of Venezuela, New York, 1964,
- Matrix of Man: An Illustrated History of Urban Environment, New York, 1968,
- The Architecture of Paul Rudolph, New York, 1970[19].